# Oakland (condado de Cambria)
Oakland es un lugar designado por el censo ubicado en el condado de Cambria en el estado estadounidense de Pensilvania. En el Censo de 2010 tenía una población de 1578 habitantes y una densidad poblacional de 692,46 personas por km².

## Geografía
Oakland se encuentra ubicado en las coordenadas 40°18′20″N 78°52′54″O / 40.30556, -78.88167. Según la Oficina del Censo de los Estados Unidos, Oakland tiene una superficie total de 3.67 km², de la cual 3.67 km² corresponden a tierra firme y (0%) 0 km² es agua.

## Demografía
Según el censo de 2010, había 1578 personas residiendo en Oakland. La densidad de población era de 692,46 hab./km². De los 1578 habitantes, Oakland estaba compuesto por el 96.89% blancos, el 1.27% eran afroamericanos, el 0.06% eran amerindios, el 0.51% eran asiáticos, el 0% eran isleños del Pacífico, el 0.13% eran de otras razas y el 1.14% pertenecían a dos o más razas. Del total de la población el 1.08% eran hispanos o latinos de cualquier raza.